# 7376 Jefftaylor
7376 Jefftaylor è un asteroide della fascia principale. Scoperto nel 1980, presenta un'orbita caratterizzata da un semiasse maggiore pari a 2,4450262 UA e da un'eccentricità di 0,1800486, inclinata di 1,97002° rispetto all'eclittica.